# 朱安雄
朱安雄（1944年1月22日—），台灣企業家、政治人物。曾擔任高雄市議員、第一屆監察院監察委員，為前立法委員吳德美之夫。

## 生平
朱安雄因高雄市第六屆議長選舉賄選案，於2003年9月25日經最高法院，判刑一年十個月三審定讞，隨後逃亡海外。此外，他還涉及安峰公司掏空案。
因逃亡超過12年，其追訴期至2015年5月期滿。